# Onthophagus piceiceps
Onthophagus piceiceps là một loài bọ cánh cứng trong họ Bọ hung (Scarabaeidae).